# Torpargrund, Vasa
Torpargrund är en ö i Finland. Den ligger i Norra kvarken och i kommunen Vasa i den ekonomiska regionen  Vasa i landskapet Österbotten, i den västra delen av landet. Ön ligger omkring 10 kilometer väster om Vasa och omkring 370 kilometer nordväst om Helsingfors.
Öns area är 1,3 hektar och dess största längd är 220 meter i nord-sydlig riktning.